# Ferdinand Gonseth
Ferdinand Gonseth est un philosophe et mathématicien suisse né à Sonvilier (Suisse) le 22 septembre 1890, mort à Lausanne le 17 décembre 1975. Il a été l'un des protagonistes de la crise des fondements, qui a agité le monde mathématique des années folles.

## Biographie
Huitième d'une famille de neuf enfants, il a suivi l'école secondaire à Saint-Imier, puis le gymnase (lycée) à La Chaux-de-Fonds, où il passa une maturité scientifique en 1909. Aveugle dès son adolescence, il poursuivit néanmoins ses études pour obtenir le diplôme de l'École polytechnique fédérale de Zurich (EPFZ), en section mathématique et physique. Il fut honoré en 1915 d'un titre de privat-docent. De 1919 à 1929, il enseigna les mathématiques à l'université de Berne. De 1929 à 1960, il fut chargé par l'EPFZ de l'enseignement de l'analyse des fondements de la géométrie et de la philosophie des sciences[réf. souhaitée]. 
Préoccupé très tôt par les relations entre les sciences et la philosophie, Ferdinand Gonseth s'immisce dans la controverse que les mathématiciens entretiennent autour de la « crise des fondements ». Sa réputation de philosophe des sciences date de 1926, année de publication de son premier grand ouvrage Les Fondements des mathématiques. Il y présente ses propres vues dans une perspective méthodologique. Sa pensée est appelée l'idonéisme, terme formé sur la base du mot « idoine » en rapport avec le double souci de la vérité et de la réalité.
Ses travaux l'amènent à réfléchir sur la science moderne, dont l'existence s'impose à la philosophie comme un fait. Ferdinand Gonseth estime que seuls la science et le savant comme tels peuvent fonder le nouvel humanisme dont le monde a besoin. Si la philosophie restait égale à la science, celle-ci y trouverait quelques éléments de sagesse malgré la violence à laquelle elle fournit trop souvent des armes[réf. souhaitée].
Philosophie et science ne s’occupent pas de deux réalités différentes, mais d'une seule et même réalité. Aux yeux de Gonseth, le philosophe réaliste doit se soumettre aux procédés à la fois théoriques et techniques de la science, c'est-à-dire admettre comme principe propre de sa démarche au moins deux des principes de la philosophie ouverte :
- le principe de la révisibilité de toute connaissance acquise, lequel n'exprime en somme que le dynamisme d'un savoir assumant explicitement le risque de l'erreur ;
- le principe de technicité, lequel exprime le fait que toute connaissance scientifique est structurée non seulement par l'objet lui-même mais aussi par le mode de sa saisie subjective[6].

Ferdinand Gonseth a publié plusieurs autres ouvrages importants : 
- La Géométrie et le problème de l'espace (1945-1955), Le Problème du temps (1964), Le référentiel (1975),
- ainsi que de nombreux articles dans diverses revues scientifiques.

Ferdinand Gonseth crée en 1947, avec Gaston Bachelard et Paul Bernays, une revue internationale de philosophie de la connaissance, intitulée Dialectica.
Il est, avec Paul Bernays, le codirecteur de thèse de Julius Richard Büchi[réf. souhaitée].

#### Bases de données et dictionnaires
- Ressources relatives à la recherche :   - Dimensions
  - La France savante
  - Mathematics Genealogy Project
  - Persée
- Ressource relative à la vie publique :   - Documents diplomatiques suisses 1848-1975
- Notices dans des dictionnaires ou encyclopédies généralistes :   - Base de données des élites suisses
  - Deutsche Biographie
  - Dictionnaire historique de la Suisse
  - Enciclopedia De Agostini
  - Internetowa encyklopedia PWN
  - Treccani
  - Universalis
- Notices d'autorité :   - VIAF
  - ISNI
  - BnF (données)
  - IdRef
  - LCCN
  - GND
  - Italie
  - CiNii
  - Espagne
  - Belgique
  - Pologne
  - Israël
  - NUKAT
  - Vatican
  - Australie
  - Norvège
  - Tchéquie
  - Portugal
  - WorldCat